# 中島浩司 (カメラマン)
中島 浩司（なかじま こうし）は、元スウィッシュ・ジャパン所属のカメラマン・取締役COO兼子会社スクラッチ代表取締役・テレビプロデューサー。ニユーテレスに入社後1991年退社し独立、田中祥嗣と一緒にスウィッシュ・ジャパンを設立。

## 人物
- めちゃ²イケてるッ!の「こにしP」のコントで山本圭壱が扮していた。また同番組のグアムロケで岡村隆史と対立した人物でもある。
- 最近では、クレジット表記からカメラマンの活動を志村&鶴瓶のアブない交遊録のみしか確認できないので、カメラマンの活動としては減ったものの、企画制作会社株式会社スクラッチの代表として、カメラマンから番組制作に至るまで多方面に活躍している。

## 担当番組

### プロデューサー
- 堂本剛の正直しんどい（テレビ朝日）
- GIRLS A GOGO!美少女クラブ31（テレビ朝日）
- NUDE（テレビ大阪）

### カメラマン
- 志村&鶴瓶のアブない交遊録(テレビ朝日)
- オレたちひょうきん族（フジテレビ）
- ウッチャンナンチャンのやるならやらねば!（フジテレビ）
- めちゃ²イケてるッ!（フジテレビ）
- かざあなダウンタウン（テレビ朝日）
- 人気者でいこう!（朝日放送）
- 劇場版 未来日記　The Future Diary On The Film
- ナマタマゴ（つんくタウンFilm）